# Relaciones exteriores de Mónaco

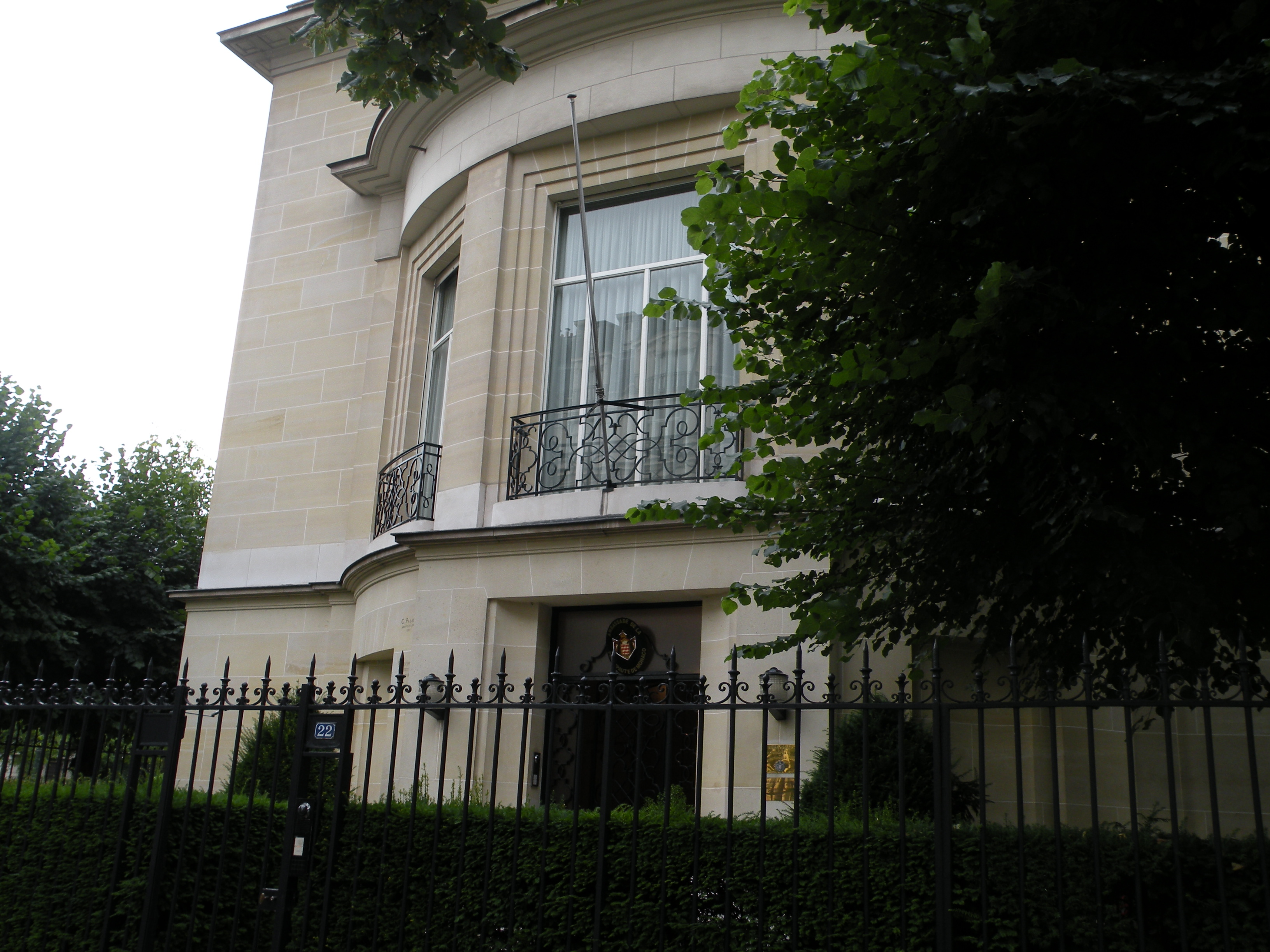
Embajada de Mónaco en París, Francia

El Principado de Monaco es un país soberano  independiente, estrechamente ligado a Francia por el ,lo que se estableció formalmente en el artículo 436 del Tratado de Versalles de 1918. La política exterior de Mónaco es un reflejo de este acuerdo: Francia se ha comprometido a defender la independencia y la soberanía de Mónaco, mientras que el Gobierno de Mónaco ha acordado ejercer sus derechos de soberanía de conformidad con los intereses franceses. Desde entonces, las relaciones entre los estados soberanos de Francia y Mónaco han sido clarificados aún más en un Tratado en 1945 y por un Acuerdo en 1962.
Aunque no es un miembro de la Unión Europea (UE), Mónaco está estrechamente relacionado con el aparato económico de la UE a través de su unión aduanera con Francia y su confianza en el euro como su moneda oficial.
Mónaco participa activamente en las Naciones Unidas, a las que se adhirió en 1993. Mónaco se unió al Consejo de Europa el 4 de octubre de 2004. Mónaco también es miembro de muchas organizaciones internacionales intergubernamentales, incluida la Interpol , la UNESCO y la Organización Mundial de la Salud (OMS). El Bureau Hidrográfico Internacional (BHI) tiene su sede en Mónaco.
Mónaco tiene 10 misiones diplomáticas en Europa Occidental y una representación permanente ante las Naciones Unidas y el Consejo de Europa. Mantiene consulados honorarios en 106 ciudades en 45 países. Setenta y seis países tienen consulados generales, consulados o consulados honorarios en o acreditados ante Mónaco. 

## Relaciones por país
Mónaco mantiene delegaciones diplomáticas formales, algunos en forma de consulados y otros con el estatus de embajada, en las siguientes naciones:
- Argentina
- Australia
- Austria
- Bélgica
- Brasil
- Bulgaria
- Burkina Faso
- Camerún
- Canadá
- Chile
- República Popular de China
- Costa Rica
- Croacia
- Cuba
- Chipre
- Dinamarca
- Egipto
- El Salvador
- Estonia
- Finlandia
- Francia
- Alemania
- Grecia
- Guatemala
- Santa Sede
- India
- Irlanda
- Israel
- Italia
- Jamaica
- Japón
- Líbano
- Liechtenstein
- Luxemburgo
- Madagascar
- Malta
- Mauritania
- Mauricio
- México
- Marruecos
- Países Bajos
- Nueva Zelanda
- Níger
- Noruega
- Pakistán
- Perú
- Filipinas
- Portugal
- Rusia
- San Marino
- Senegal
- Singapur
- Eslovenia
- Sudáfrica
- España
- Suecia
- Suiza
- Tailandia
- Túnez
- Turquía
- Reino Unido
- Ecuador
- Estados Unidos[1]

## Francia
Las relaciones formales se establecieron en 1918. Francia se ha comprometido a defender la independencia y la soberanía de Mónaco, mientras que el Gobierno de Mónaco ha acordado ejercer sus derechos de soberanía de conformidad con los intereses franceses. 
En 2002, Mónaco renegoció su antiguo tratado de 1918 con Francia. En 2005, fue ratificado por ambas partes y entró en vigor. Los términos del tratado actualizan la representación de Francia en Mónaco, de Consulado General a la de una embajada ; permiten, por primera vez, a otros países acreditar embajadores en Mónaco, y se reconoce formalmente el régimen de sucesión establecido en la Constitución de 1962, que amplía la elegibilidad a las hijas del Príncipe y otros familiares.

## Santa Sede
Históricamente Mónaco y la Santa Sede han mantenido una amistad diplomática vinculados por la fe católica desde la fundación del Principado. El artículo 9 de la Constitución monegasca, de fecha 17 de diciembre de 1962, y modificada en 2002, establece que la religión católica es la religión oficial del Estado soberano, que es una monarquía constitucional católica gobernada por la dinastía católica Grimaldi. Según el Anuario Pontificio, el anuario oficial de la Santa Sede, Mónaco ha mantenido un representante diplomático ante la Santa Sede con el rango de ministro plenipotenciario desde 1915. En 1982, tras la firma de un nuevo convenio entre Mónaco y la Santa Sede en julio de 1981 se reafirma la estrecha amistad Católica y las relaciones diplomáticas que existen entre el Principado Católico y la Santa Sede, el rango de la legación diplomática de Mónaco fue elevado al de una embajada, con el Excmo César Charles Solamito, como embajador extraordinario y plenipotenciario desde de junio de 1982. El Embajador Solamito sirvió como primer embajador de Mónaco ante la Santa Sede hasta 1997. En 1999, el cargo de embajador de Mónaco ante la Santa Sede fue asumido por el embajador de Mónaco Excmo Jean Claude Michel.
Con respecto a la Santa Sede, la Santa Sede solo ha mantenido una legación diplomática en Mónaco desde 2006. El nombramiento de un representante diplomático papal para el Principado fue posterior a la revisión del tratado de Mónaco con Francia, que fue firmado en 2002 y ratificado en 2005. Este tratado revisado concede al Principado la prerrogativa soberana de establecer relaciones diplomáticas formales con otros estados soberanos en el más alto nivel diplomático, como se hizo con el embajador extraordinario y plenipotenciario para la Santa Sede. El primer, y actual, nuncio apostólico para representar a la Santa Sede en Mónaco, con residencia y acreditación colindantes a la UE en Bruselas, es el Excmo Mons. André Dupuy. El arzobispo Dupuy presentó sus credenciales al Su alteza serenísima el Príncipe Alberto II el 26 de septiembre de 2006.

## Italia
- Italia tiene una embajada en la ciudad de Mónaco.
- Mónaco tiene una embajada en Roma.
- Cerca de 10 000 italianos viven en Mónaco.

## Rusia
- Mónaco y Rusia mantienen relaciones bilaterales desde 1858, cuando Rusia y Mónaco firmaron tratados y acuerdos de extradición de criminales, de asistencia judicial recíproca, y para el reconocimiento de la condición civil de las personas naturales y de ayuda médica. Sin embargo las relaciones diplomáticas suspendidas en 1917 tras la Revolución Rusa.
- Las relaciones diplomáticas fueron restablecidas en abril de 2002.
- Mónaco tiene un Consulado Honorario en San Petersburgo, Rusia.
- Los intereses rusos en Mónaco son atendidos por su consulado general en Marsella, Francia.

## Estados Unidos

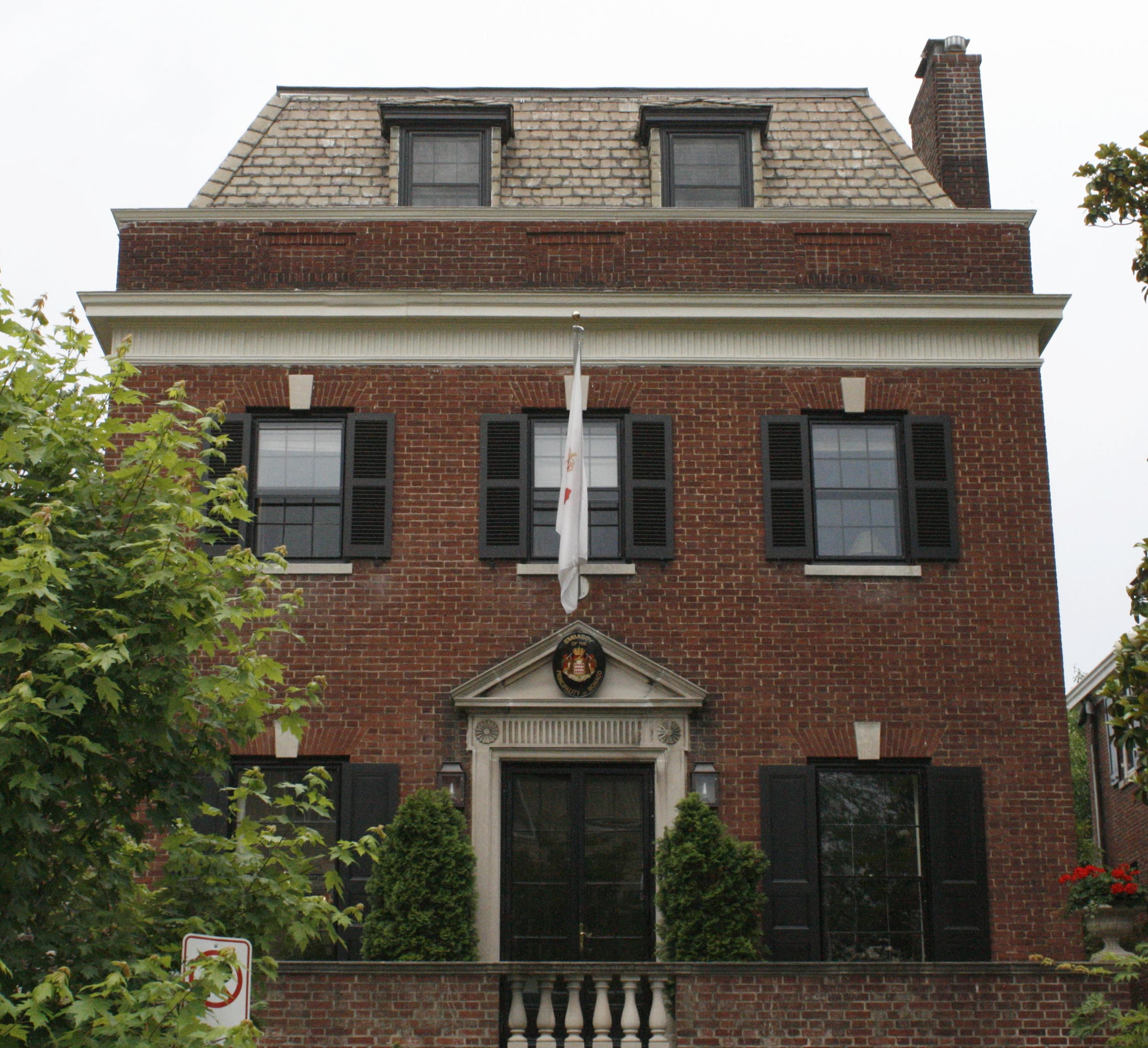
Embajada de Mónaco en Washington D. C., Estados Unidos.

- Los Estados Unidos y Mónaco disfrutan de excelentes relaciones. Desde 1956 hasta su muerte en 1982, la estadounidense Grace Kelly estuvo casada con el príncipe Rainiero III, el padre del príncipe Alberto. Los Estados Unidos no cuentan aún con una misión diplomática ubicada en Mónaco, pero hay una embajada en París, y un consulado general en Marsella.
- En diciembre de 2006, los Estados Unidos y Mónaco llevaron sus actividades diplomáticas desde un nivel consular a relaciones diplomáticas plenas. Poco después, Craig Stapleton ( embajador en Francia) fue acreditado en Mónaco, y el embajador Gilles Noghes se convirtió en el primer embajador monegasco en los Estados Unidos.[3]